# Alfonso Signorini
Alfonso Signorini (Milán, 7 de abril de 1964) es un escritor, periodista y presentador de televisión italiano.

## Biografía
Nacido en Milán, se graduó en Humanidades en la Universidad Católica del Sagrado Corazón de Milán.

## Televisión
- Chiambretti c'è (Rai 2, 2002)
- Nessuno è Perfetto è perfetto (Canale 5, 2002-2003)
- Piazza Grande (Rai 2, 2003-2004)
- L'isola dei famosi (Rai 2, 2003, 2007; Canale 5, 2015-2016)
- Markette (LA7, 2004-2008)
- Ritorno al presente (Rai 1, 2005)
- Verissimo (Canale 5, 2006-2012) opinionista
- Scherzi a parte (Canale 5, 2007)
- Grande Fratello (Canale 5, 2008-2012) opinionista
- Maurizio Costanzo Show (Canale 5, 2009)
- Verissimo di Primavera (Canale 5, 2010)
- Finale di Mediafriends Cup (Canale 5, 2010)
- Kalispéra! (Canale 5, 2010-2011)[1]
- La notte degli chef (Canale 5, 2011)
- Opera on Ice (Canale 5, 2011-2012, 2018-2019)
- Studio 5 (Canale 5, 2013)
- Una serata... Bella (Rete 4, 2015-2016; 2018; Italia 2, 2017)
- Grande Fratello VIP (Canale 5, 2016-2018) opinionista
- Speciale Uomini e donne - Le olimpiadi della TV (Canale 5, 2017)
- The Winner Is... (Canale 5, 2017)
- Estate (Canale 5, 2017)
- Casa Signorini (361 tv, dal 2017)
- Turandot (Canale 5, 2017)
- CR4 - La Repubblica delle Donne (Rete 4, dal 2018)
- La bohème (Canale 5, 2018) regista
- Grande Fratello VIP (Canale 5, 2020)

## Obras
- Costantino desnudo, s.l., Maestrale Company-Lele Mora, 2004. ISBN 88-18-01715-2
- Il Signorini. Chi c'è c'è, chi non c'è s'incazza, Milano, Mondadori, 2006. ISBN 88-04-55930-6
- Troppo fiera, troppo fragile. Il romanzo della Callas, Milano, Mondadori, 2007. ISBN 9788804571841
- Chanel. Una vita da favola, Milano, Mondadori, 2009. ISBN 9788804583738
- Blu come il sangue. Storie di delitti nell'alta società, con Massimo Picozzi, Milano, Mondadori, 2010. ISBN 9788804594857
- Marilyn. Vivere e morire d'amore, Milano, Mondadori, 2010. ISBN 9788804598121
- L'altra parte di me, Milano, Mondadori, 2015. ISBN 9788804646259
- Ciò che non muore mai. Il romanzo di Chopin, Milano, Mondadori, 2017.
- Ma grande come il mare - Il romanzo di Amici ispirato alla Bohème, Milano, Mondadori, 2019

## Otros proyectos
- Wikimedia Commons contiene immagini o altri file su Alfonso Signorini